# Abe Monju-in

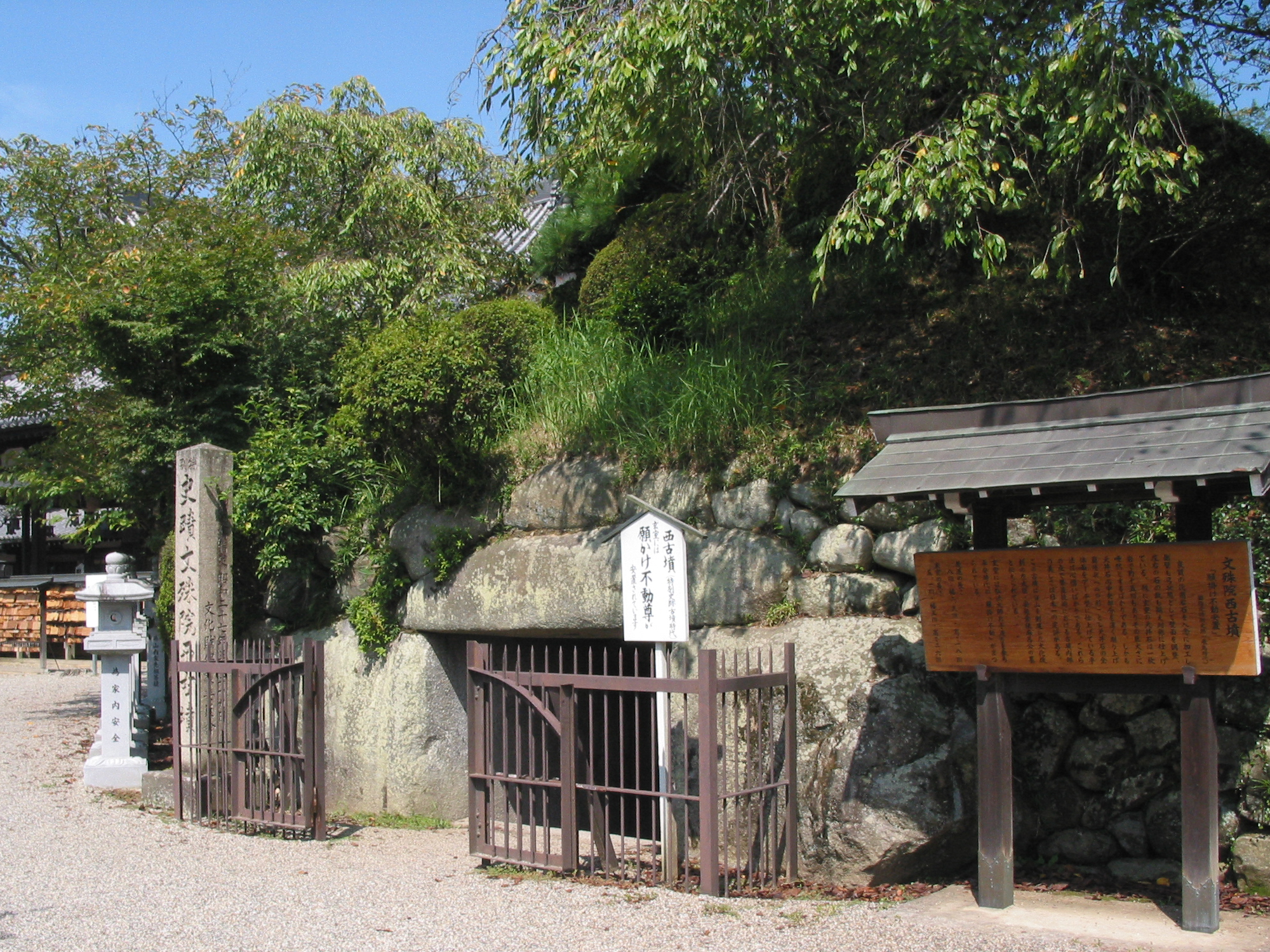
Le kofun Monju-in Nishi.

L'Abe Monju-in (安倍文殊院) est un temple bouddhiste dans la zone Abe de Sakurai, préfecture de Nara au Japon. Construit au VIIe siècle, il abrite un groupe de sculptures par Kaikei et un kofun situé sur son site est désigné « site historique spécial ».

## Histoire
Le temple est fondé sous le nom de « Sūke-ji » au VIIe siècle. En 834, le moine Shinga y a une vision d'une image d'or de Manjusri (Monju) sortant d'une grotte à l'intérieur de l'enceinte du temple. Par la suite, il consacre un hall, le Monju-dō. Le culte gagne en popularité à la fin de l'époque de Heian et Ninshō fréquente régulièrement le temple.

## Bâtiments
Le hon-dō, reconstruit à plusieurs reprises à cause d'incendies, date de 1665.
Le honden Hakusan-jinja (période Sengoku) à baie unique de style nagare-zukuri au toit couvert de bardeaux est un bien culturel important. Le temple a été rénové ces dernières années.

## Statue votive
Il y a une vaste statue de groupe avec un Manjusri (Monju) de 7 m de haut assis sur un lion flanqué de quatre serviteurs : un jeune garçon, un profane âgé, un moine et un palefrenier. Un ensemble de ce groupe remonte aux XIIIe et XIVe siècles. Lorsque les statues ont été démantelées pour des réparations dans les années 1930, la signature de Kaikei, datant de 1203, et les noms de cinquante donateurs, dont Kaikei et Shunjōbō Chōgen, ont été trouvés inscrits dans la tête de Manjusri,.

## Kofun
Le kofun Monju-in Nishi à la chambre carrée est situé dans l'enceinte du temple. En 1952, la tombe est désignée « site historique spécial ».

## Source de la traduction
- (en) Cet article est partiellement ou en totalité issu de l’article de Wikipédia en anglais intitulé « Abe Monju-in » (voir la liste des auteurs).